# Therese Bousset
Therese Bousset  (* 16. Juli 1811) war die Leiterin und Inhaberin eines Mädchenpensionats in Lübeck, in dem unter anderem Julia da Silva-Bruhns, die Mutter von Thomas und Heinrich Mann nach dem Tod ihrer Mutter unterrichtet wurde.

## Leben
Therese Bousset war die Ehefrau des früh verstorbenen Weinhändlers Joachim Christian Bousset, eines Bruders des Lübecker Pfarrers Wilhelm Bousset.

## Literarische Rezeption
Gemeinsam mit ihrer Mutter diente Therese Bousset als Vorlage der Figur Sesemi Weichbrodt in dem 1901 erschienenen Roman Buddenbrooks: Verfall einer Familie von Thomas Mann. Sie erscheint dort als Leiterin des lokalen Mädchenpensionats, in dem die Romanfiguren Tony Buddenbrook und Gerda Arnoldsen aus Amsterdam einige Jahre verbringen.
In seinem Roman Zwischen den Rassen nutzt Heinrich Mann das Vorbild der Sesemi Weichbrodt für die Erneste, die Gouvernante der Hauptfigur Lola Gabriel.